# ハートフォード (コネチカット州)
ハートフォード（Hartford）は、アメリカ合衆国コネチカット州の州都。人口は12万1054人（2020年）。1636年にマサチューセッツ州から移住してきた開拓者がオランダとの交易拠点として集落を形成した。後に河港の貿易拠点として発展し、同州の工業、経済の中枢として発展した。今日では『保険の首都』という異名を持つほど、数多くの保険会社が拠点を構えている(2024年現在、同市に本社を構える保険会社は6社、また拠点を持つ保険会社は4社ある)。また、トリニティ・カレッジやハートフォード大学などがある学術都市でもある。

## 地理
アメリカ合衆国統計局によると、この都市は総面積46.5 km2 (18.0 mi2) である。このうち44.8 km2 (17.3 mi2) が陸地で1.7 km2 (0.7 mi2) が水地域である。総面積の3.67%が水地域となっている。

## 人口動静
2000年現在の国勢調査で、この都市は人口121,578人、44,986世帯、及び27,171家族が暮らしている。人口密度は2,711.8/km2 (7,025.5/mi2) である。1,129.6/km2 (2,926.5/mi2) の平均的な密度に50,644軒の住宅が建っている。この都市の人種的な構成は白人27.72%、アフリカン・アメリカン38.05%、ネイティブ・アメリカン0.54%、アジア1.62%、太平洋諸島系0.11%、その他の人種26.51%、及び混血5.44%である。ここの人口の40.52%はヒスパニックまたはラテン系である。
44,986世帯のうち、34.4%が18歳未満の子供と一緒に生活しており、25.2%は夫婦で生活している。29.6%は未婚の女性が世帯主であり、39.6%は結婚していない。33.2%は1人以上の独身の居住者が住んでおり、9.6%は65歳以上で独身である。1世帯の平均人数は2.58人であり、結婚している家庭の場合は、3.33人である。
人口の30.1%が18歳未満で、12.6%が18歳から24歳、29.8%が25歳から44歳、18.0%が45歳から64歳、9.5%が65歳以上である。平均年齢は30歳である。女性100人に対し、91.4人が男性である。18歳以上の女性100人に対し、86.0人が18歳以上の男性である。
この都市の世帯ごとの平均的な収入は24,820 USドルであり、家族ごとの平均的な収入は27,051 USドルである。男性は28,444 USドルに対して女性は26,131 USドルの平均的な収入がある。この都市の一人当たりの収入 (per capita income) は13,428 USドルである。人口の30.6%及び家族の28.2%は貧困線以下である。全人口のうち18歳未満の41.0%及び65歳以上の23.2%は貧困線以下の生活を送っている。

## 交通

### 航空
ブラッドレー国際空港が北方に位置している。

### 鉄道
アムトラックのハートフォード・ユニオン駅はワン・ユニオン・プレイスにある。
ユニオン駅に停車する列車は下記の通り。
セントオールバンズとワシントンD.C.間の昼行長距離列車ヴァーモンター号が1日1往復停車
マサチューセッツ州スプリングフィールドとワシントンD.C.間の昼行中距離列車ノースイースト・リージョナル…1日1往復発着（スプリングフィールド・ユニオン駅まで運行する便が当駅に停車）
マサチューセッツ州スプリングフィールドとニューヘイブン間の昼行短距離列車ニューヘイブン・スプリングフィールドシャトル…1日4往復発着（ニューヘイブン・ユニオン駅にてノースイースト・リージョナルに連絡する短距離列車）

## 施設
- ワズワース・アテネウム美術館 ‐ アメリカ美術アカデミーのコレクションをベースに1842年に設立された美術館。ワズワースは同アカデミー館長の姻戚で美術支援者でもあった地元屈指の豪商ダニエル・ワズワースのこと、アテネウムは古代ギリシャのアテネで詩人や学者が集まった神殿の意。現在も運営されている米国の公立美術館としては最古の歴史を持ち、アメリカ合衆国国家歴史登録財に登録もされている。喜多川歌麿の雪月花三部作の中心作と言われる『吉原の花』を所蔵することでも知られる。

## ハートフォードの風景

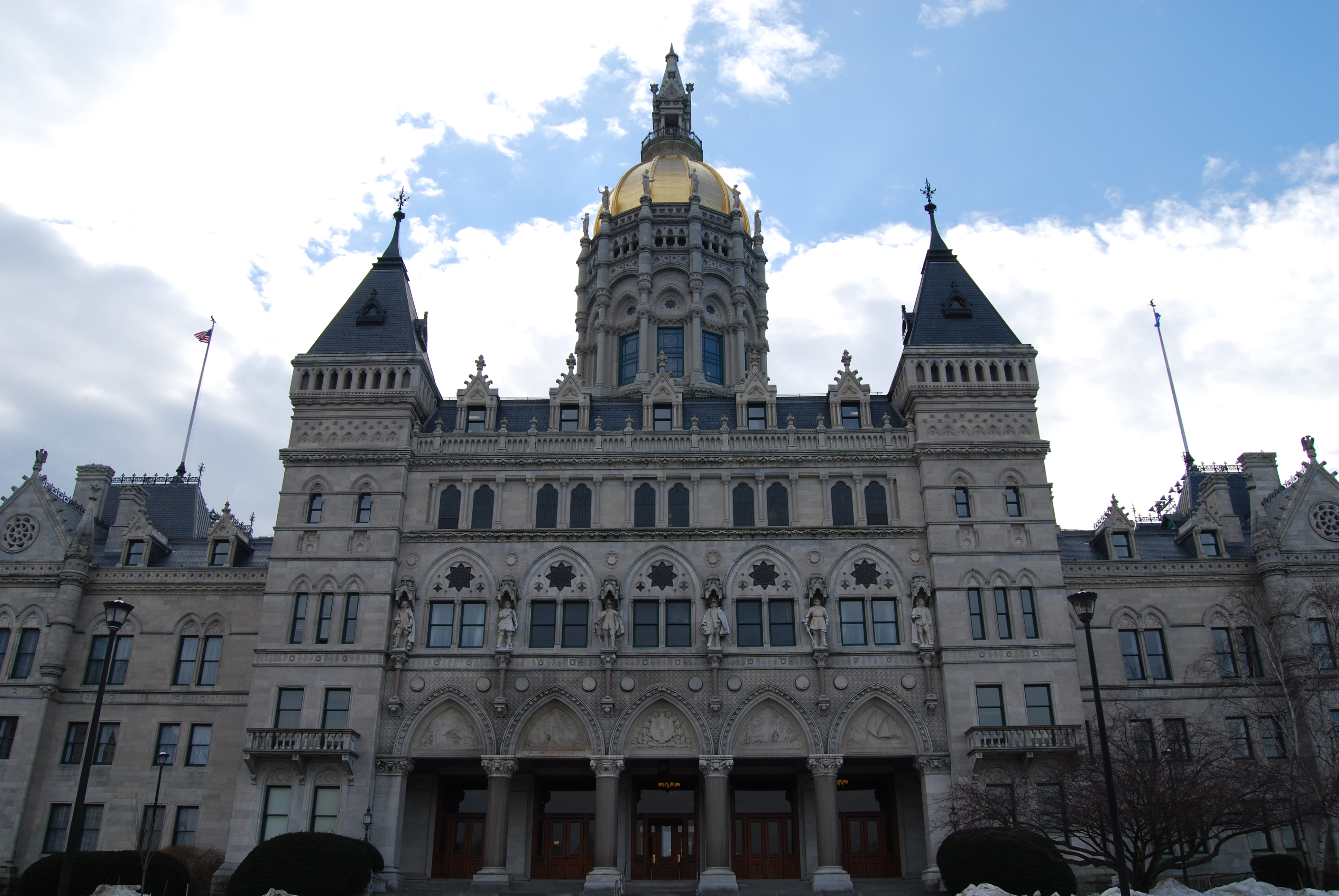
コネチカット州会議事堂
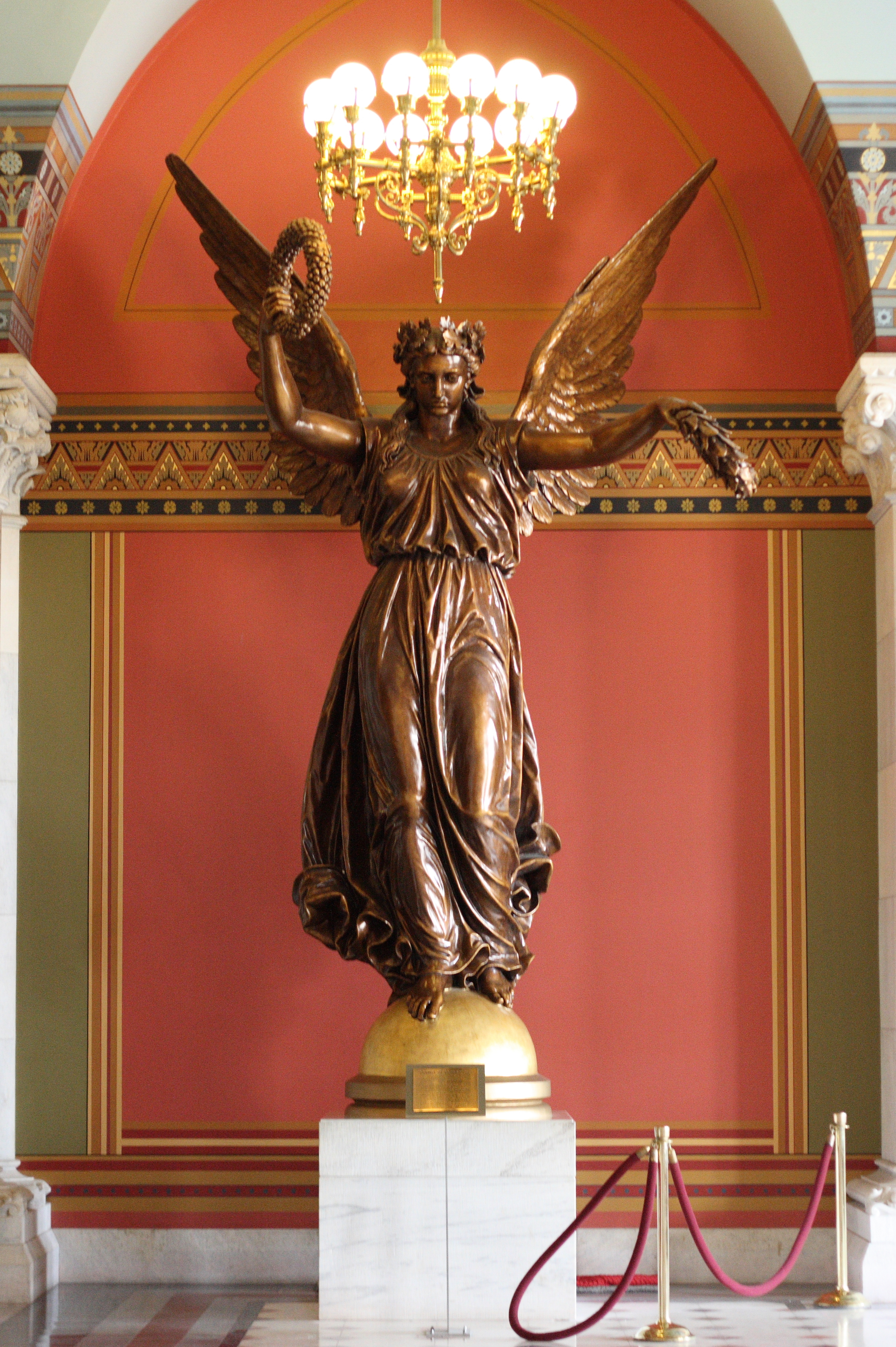
州議事堂ビルの「コネチカットの守護神」像
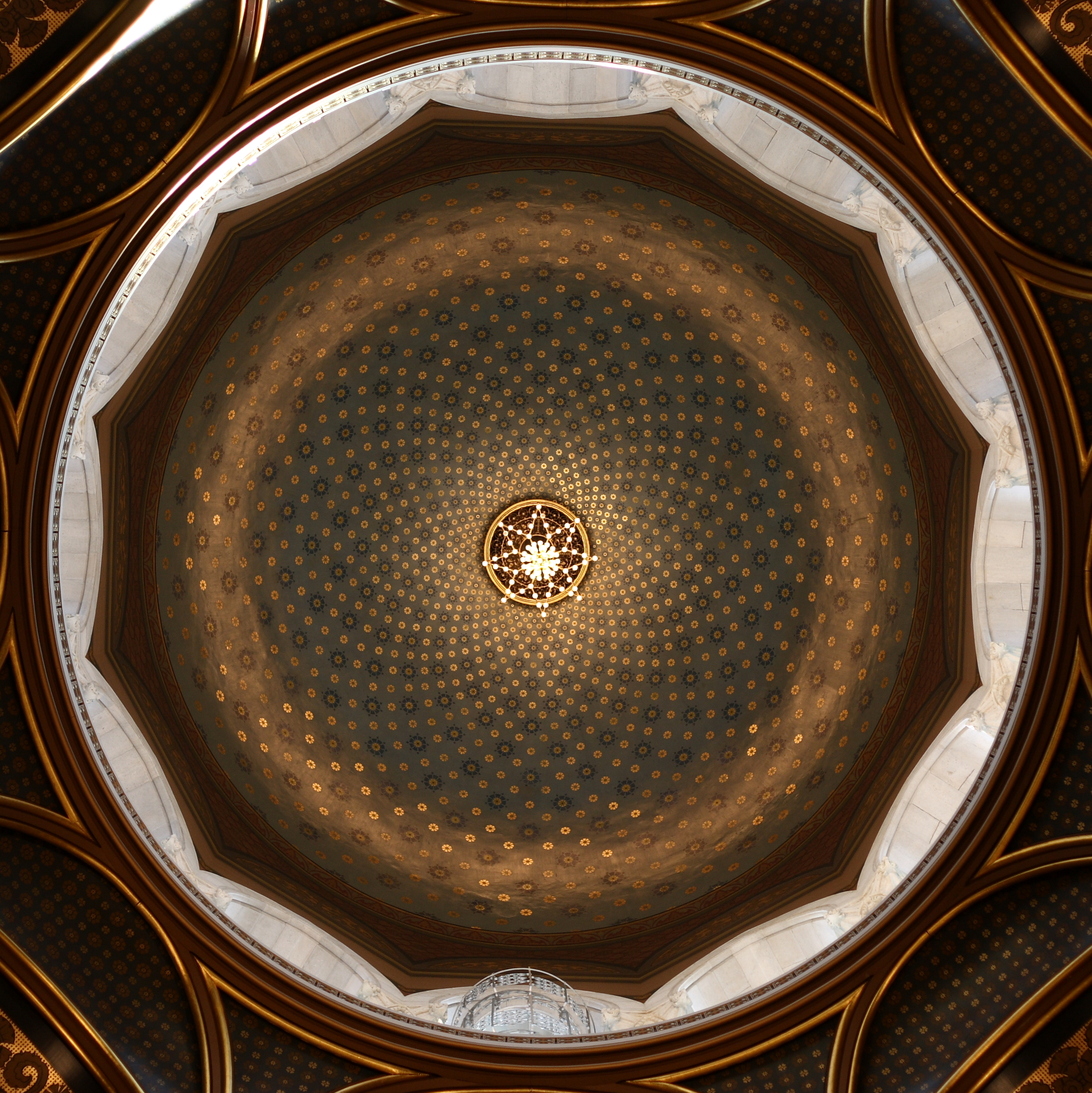
コネチカット州会議事堂のロタンダの内部
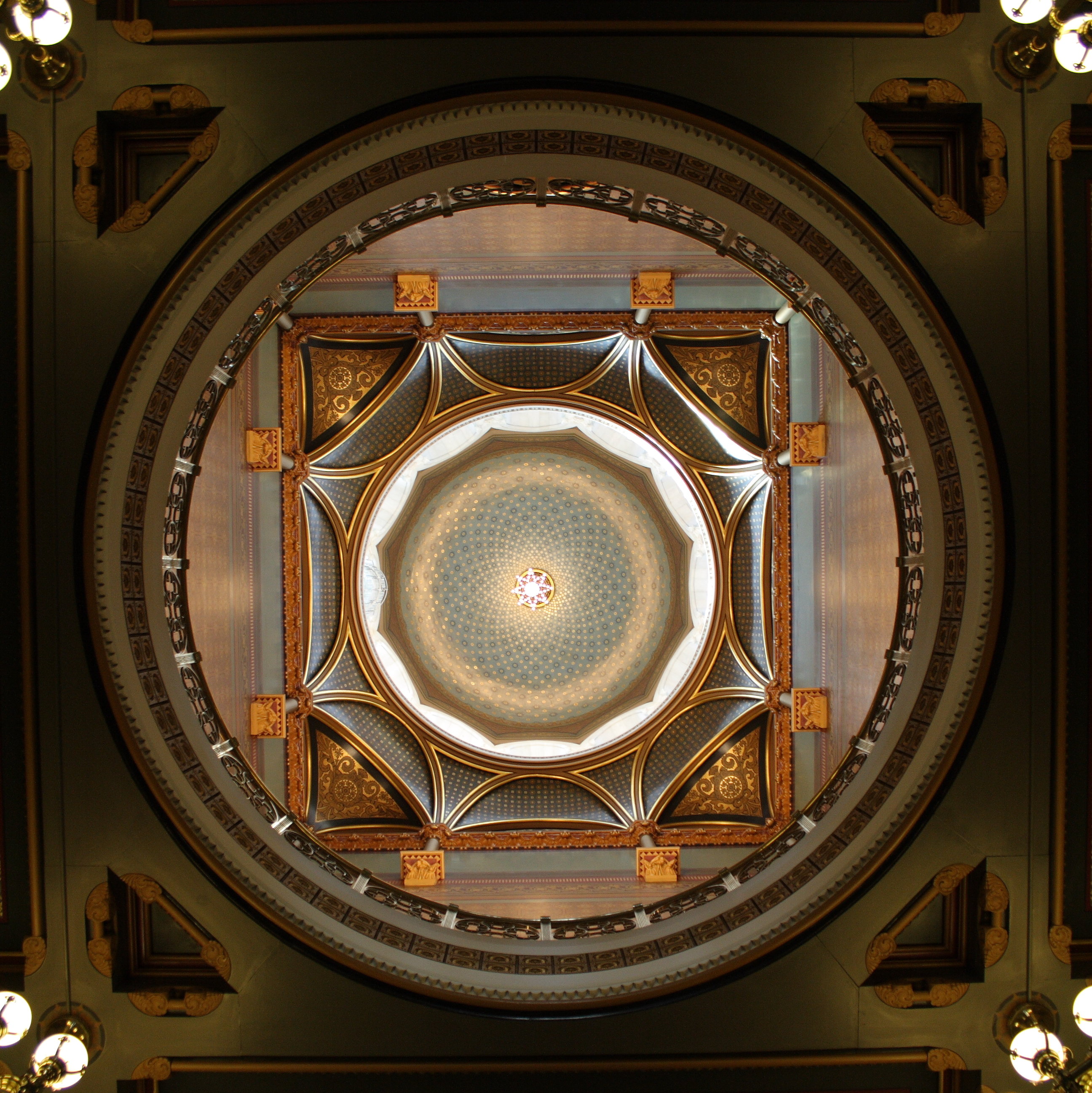
コネチカット州会議事堂のロタンダの内部
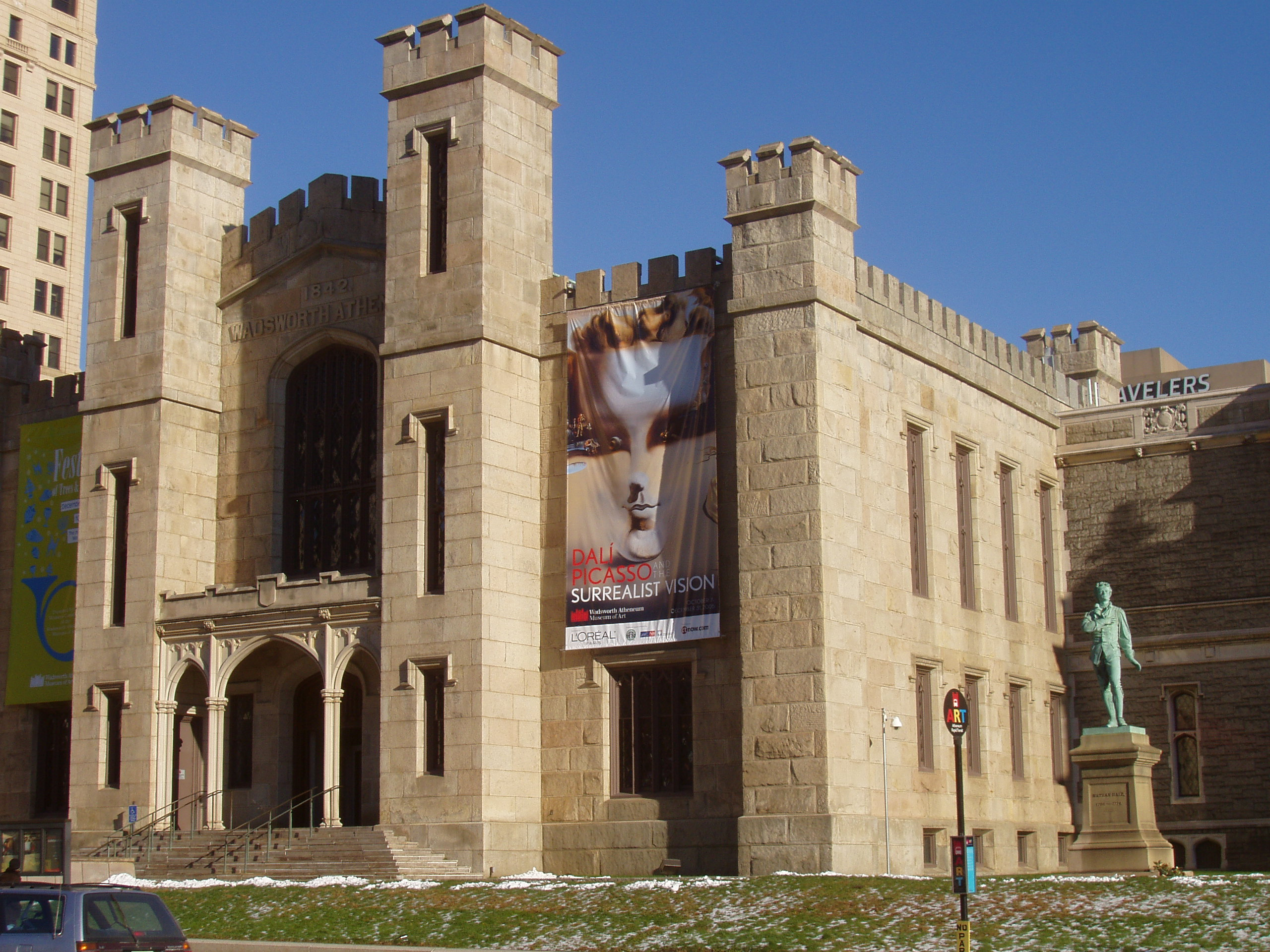
ワズワース・アテネウム美術館
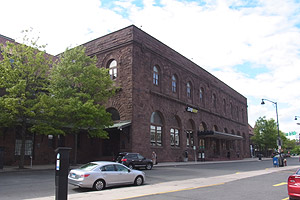
ハートフォード・ユニオン駅
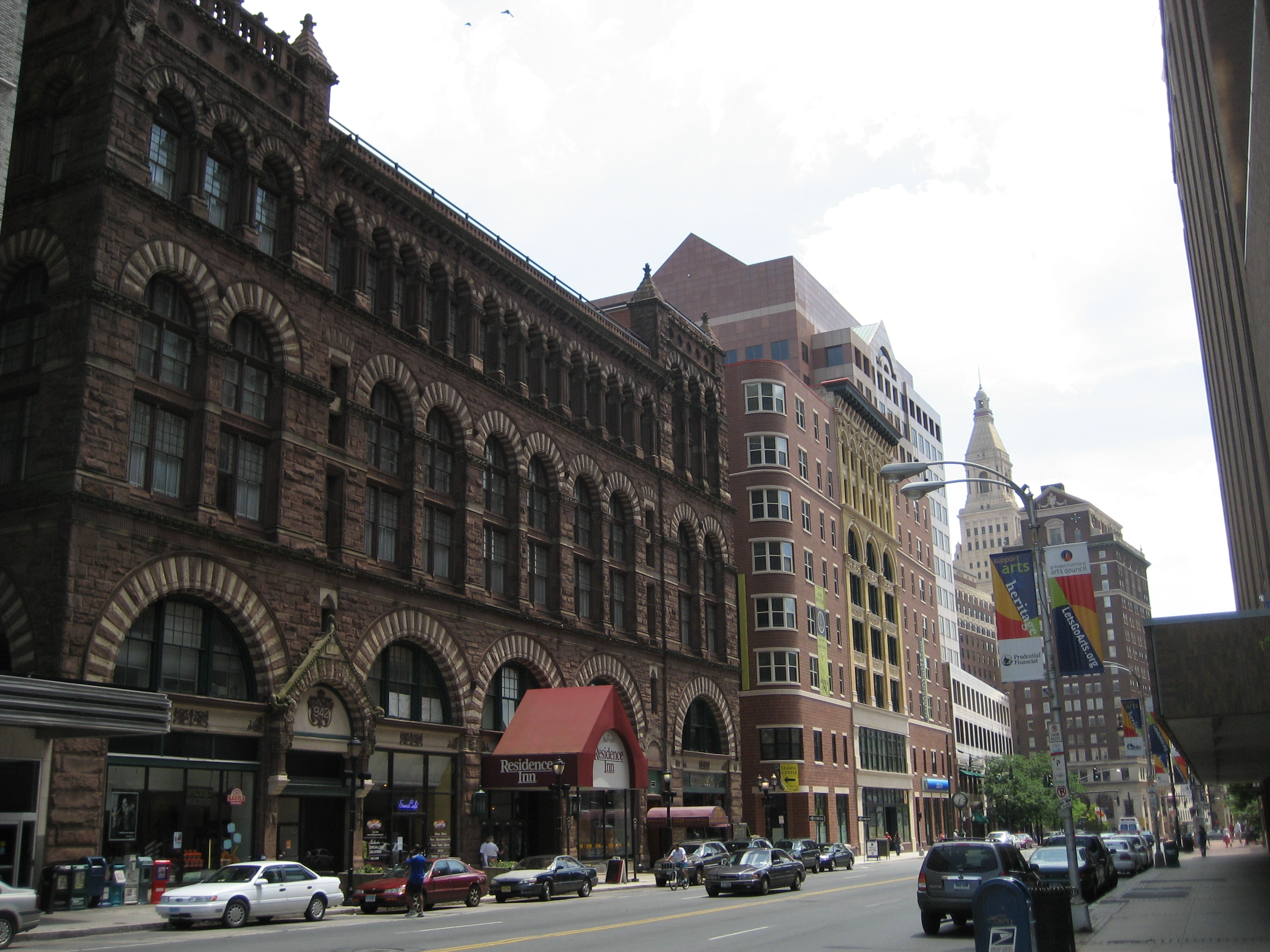
ステートハウス広場に臨むメインストリート
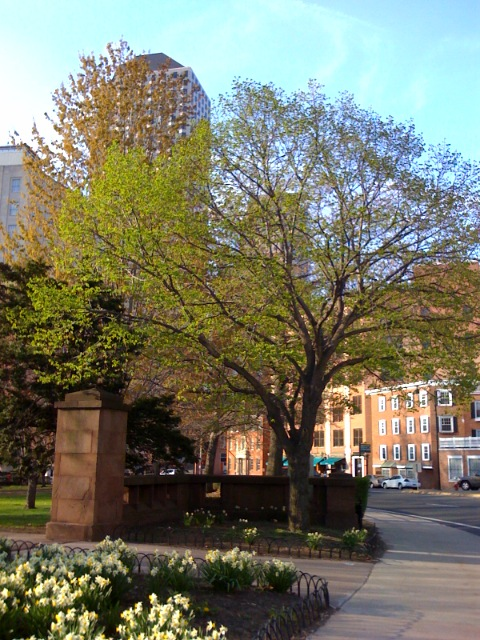
ブッシュネル公園の入口
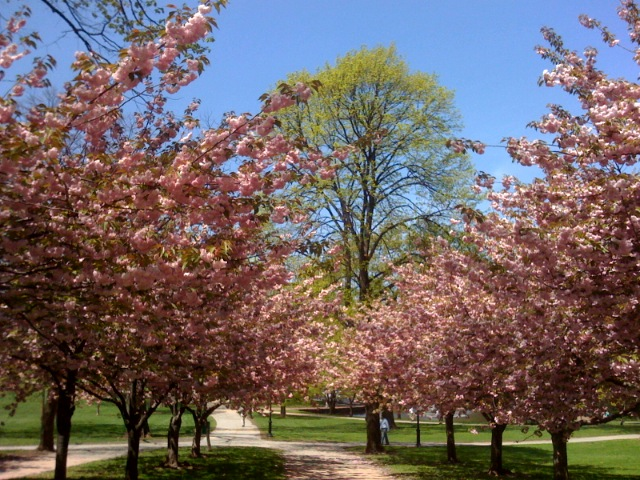
春のブッシュネル公園
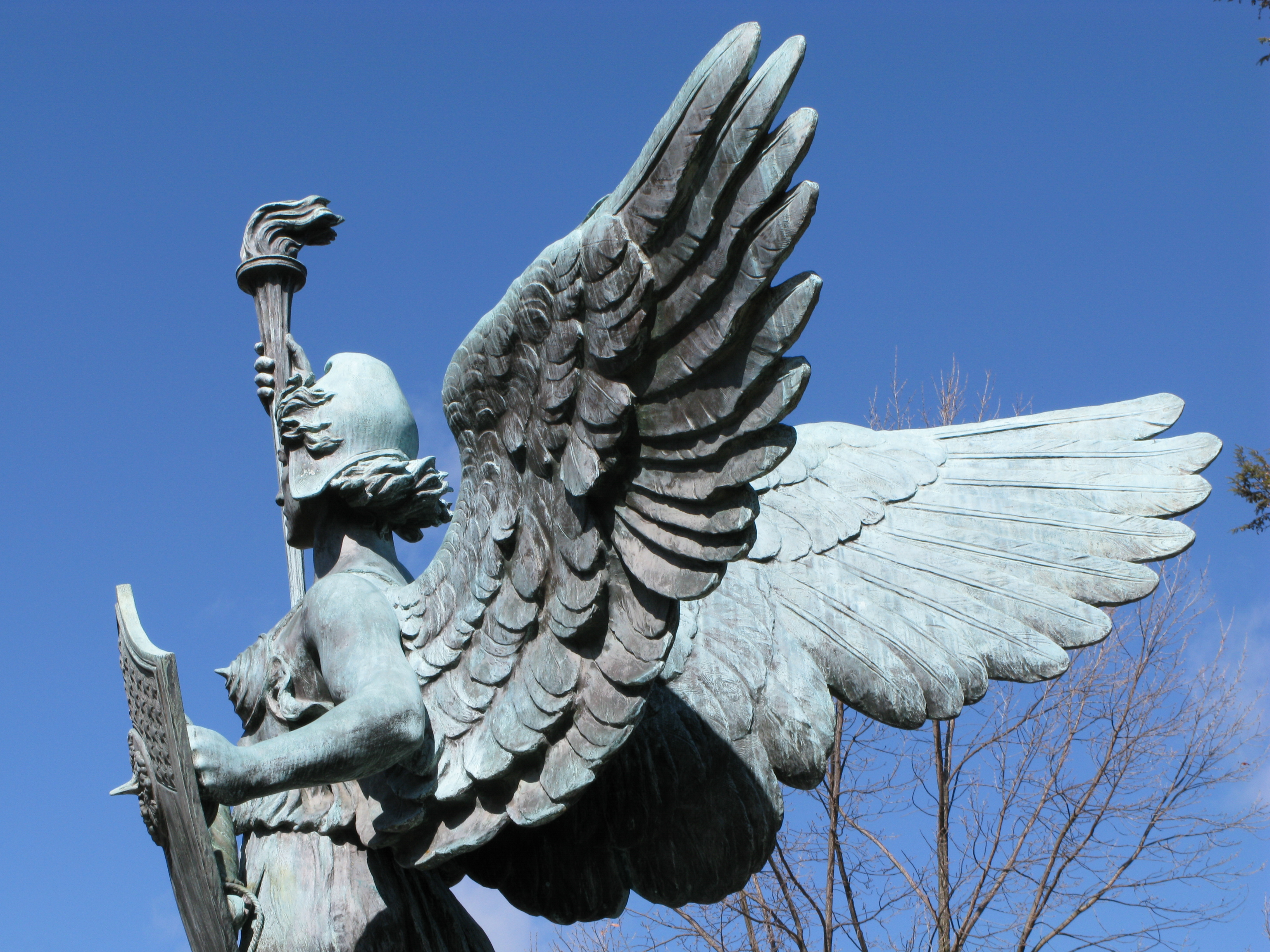
ギリシャ神話の勝利の女神ニケ（ブッシュネル公園の米西戦争記念像）
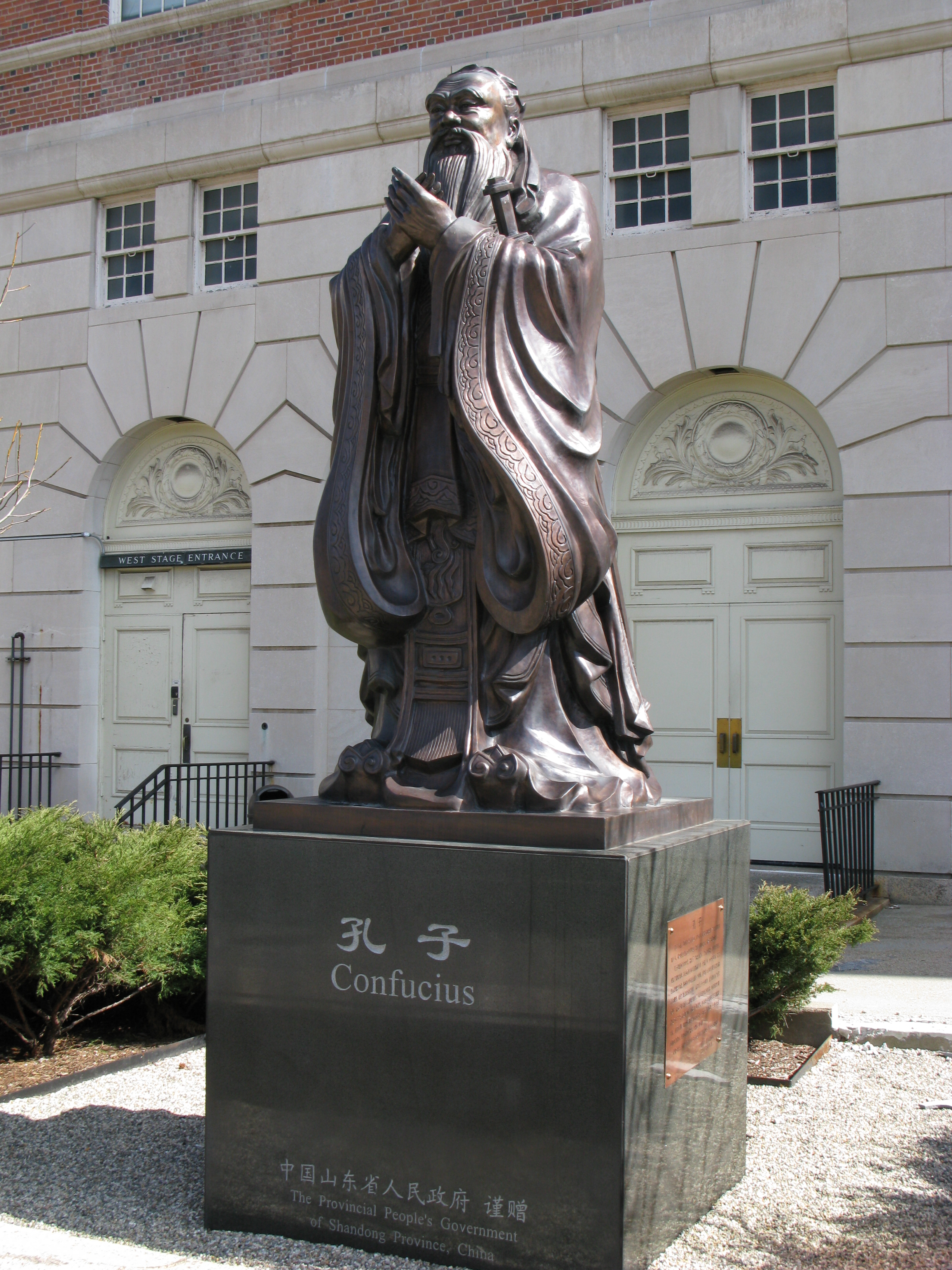
ブッシュネルセンターフォアパフォーミングアーツにある孔子像
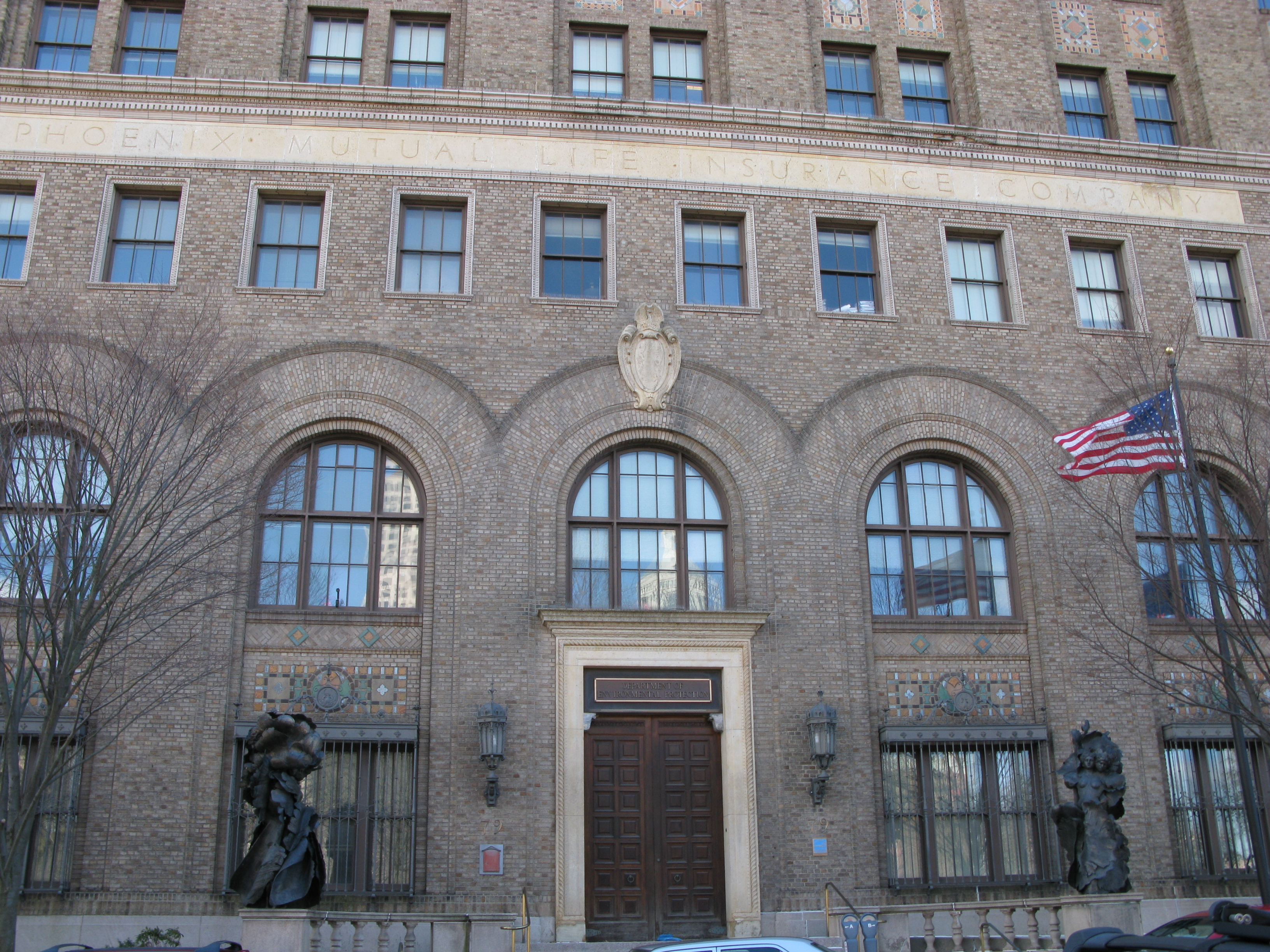
旧フェニックス相互生命保険会社ビルにあるコネチカット州環境保護部
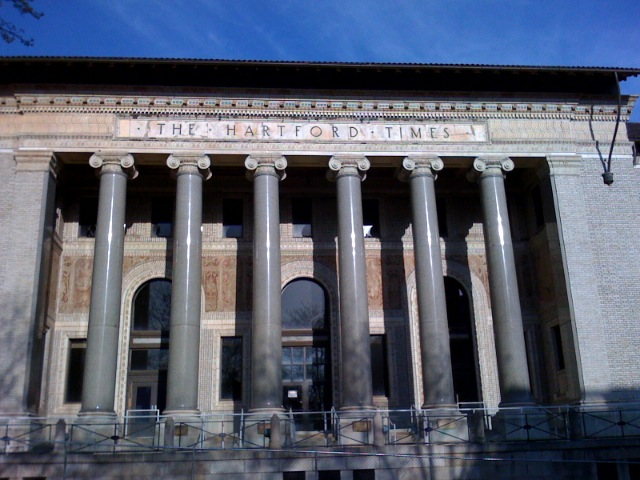
ボーズアーツ旧ハートフォードタイムズビル
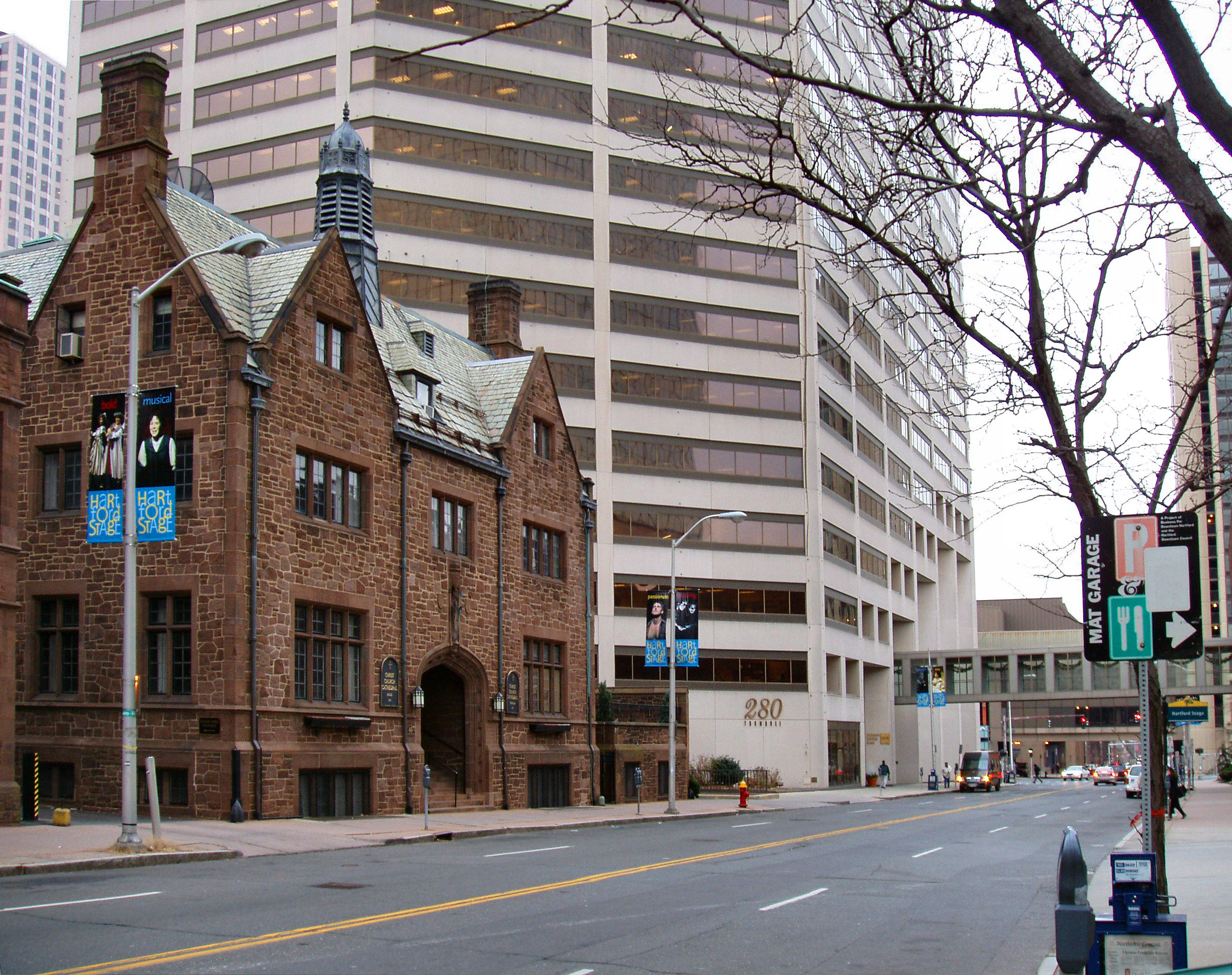
クライストチャーチ大聖堂の参事会集会所
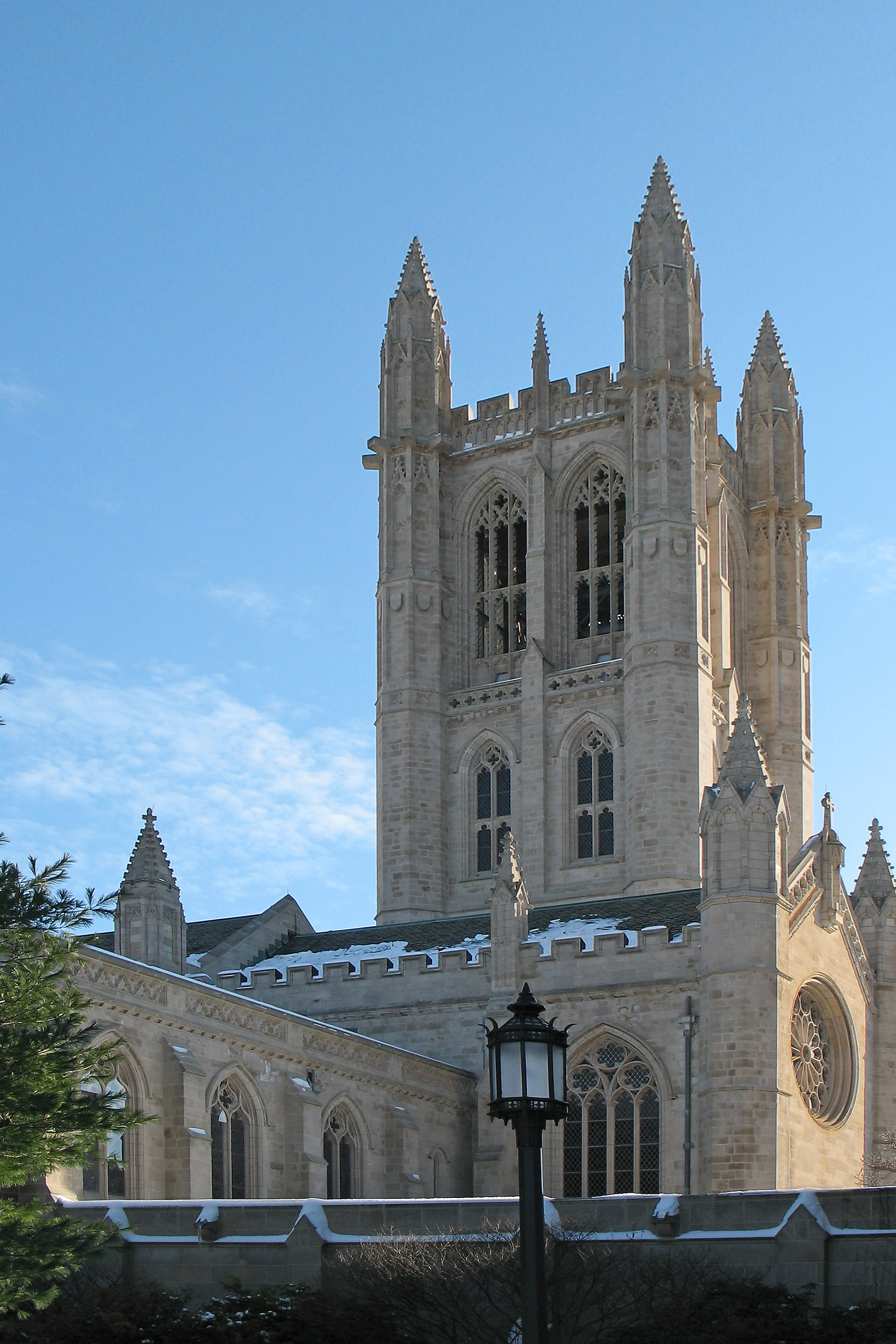
トリニティーカレッジ教会
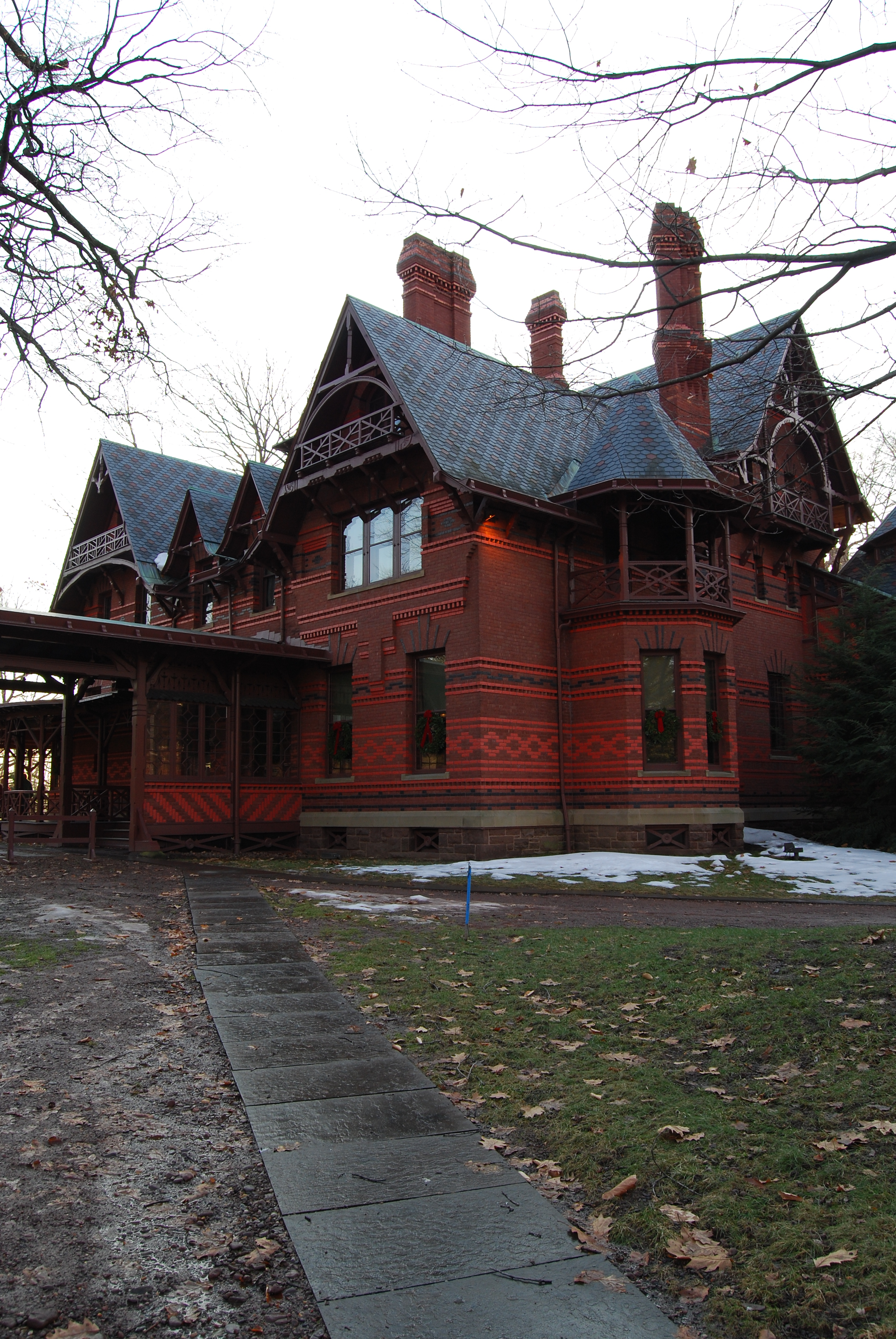
マーク・トウェインの家
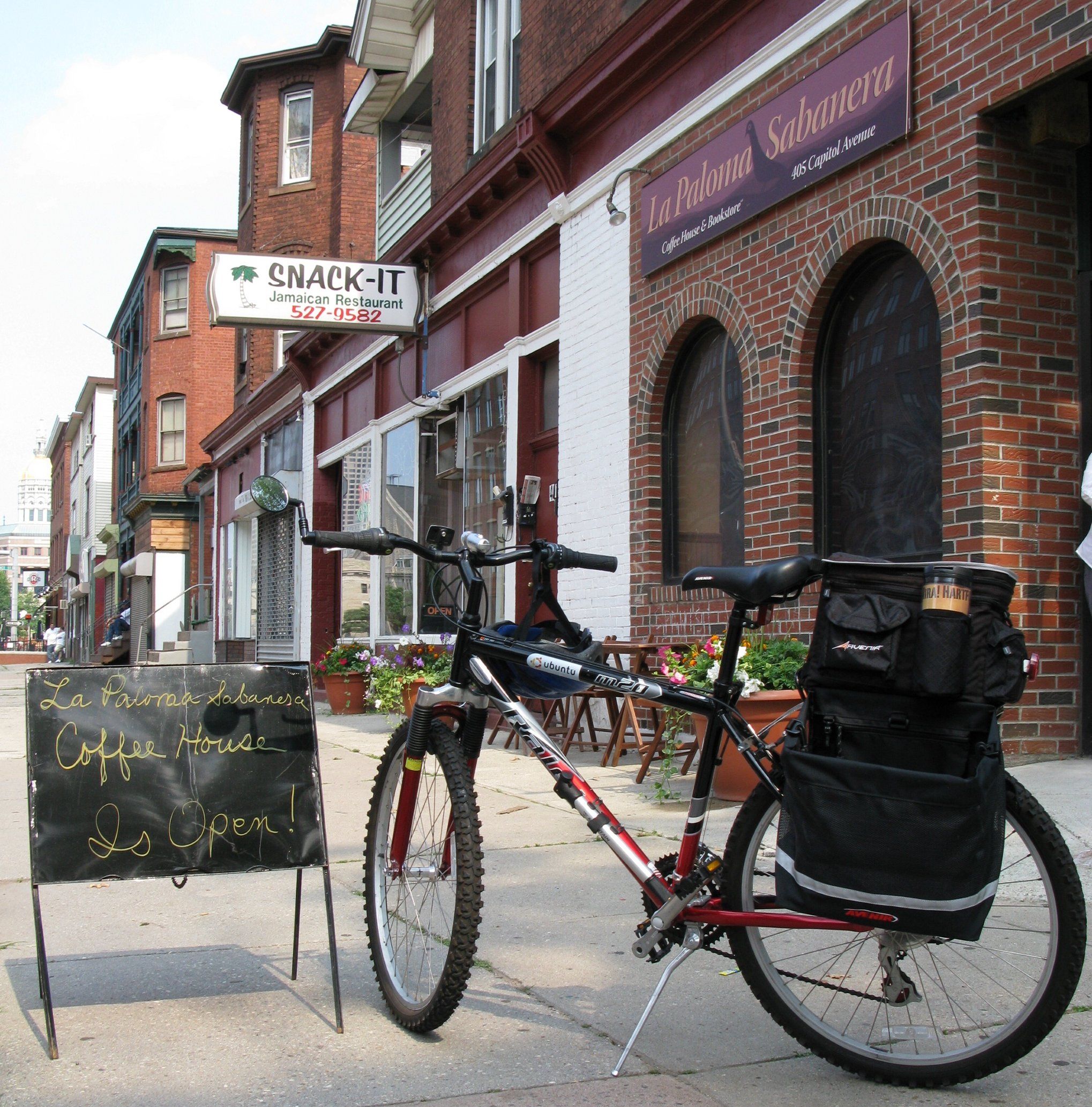
州議事堂近くのヒスパニック／ジャマイカ料理のレストラン
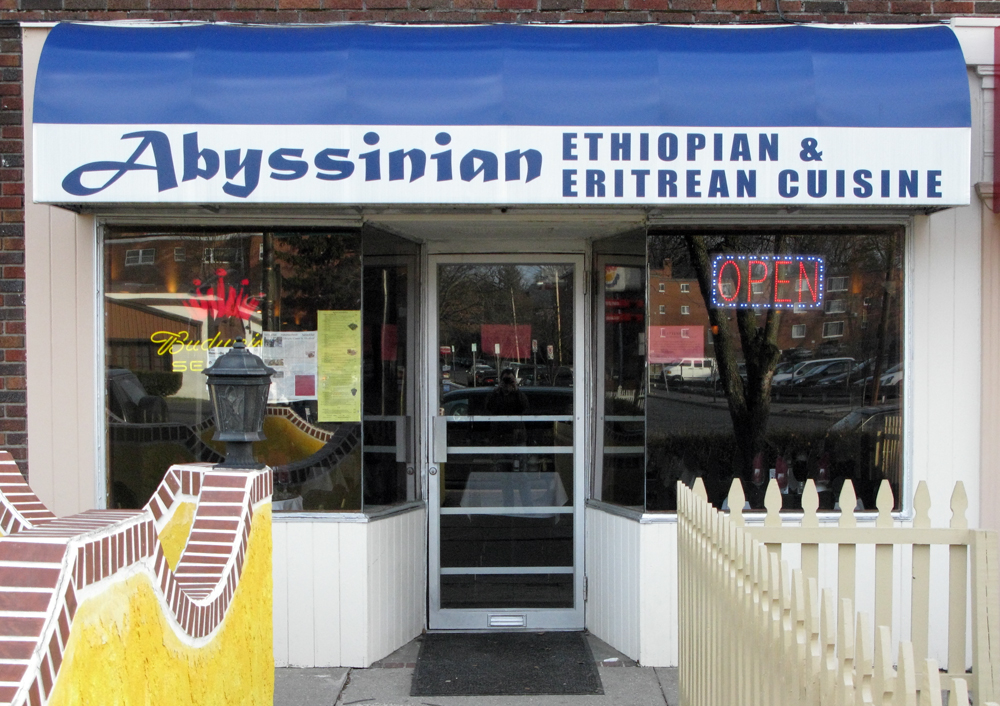
ウエストエンドのエチオピア料理のレストラン
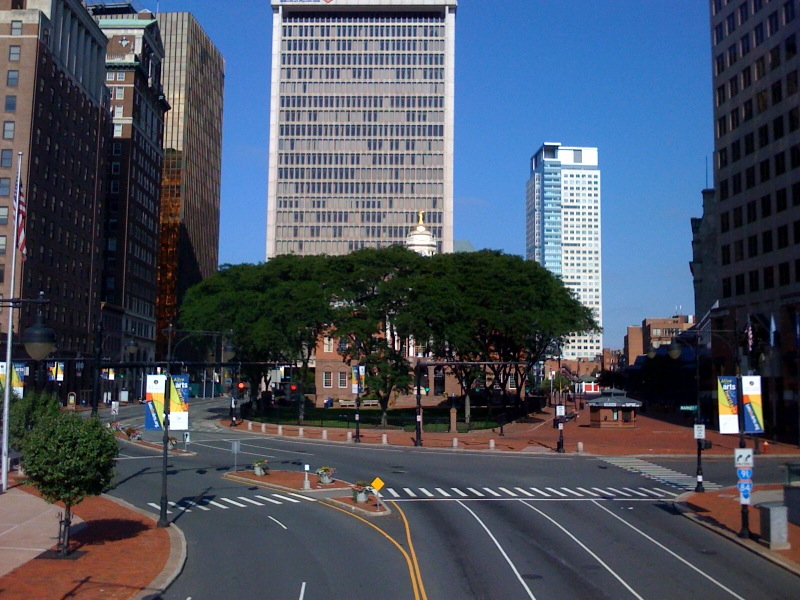
旧州議事堂前の広場

## 姉妹都市
- ブィドゴシュチュ（ポーランド）
- カグアス（プエルトリコ）
- フロリーディア（イタリア）
- フリータウン（シエラレオネ）
- ハートフォード（イギリス）
- マンガルデ（ポルトガル）
- モラントベイ（ジャマイカ）
- ニューロス（アイルランド）
- オコタル（ニカラグア）
- テッサロニキ（ギリシャ）